# نموذج الموائمة الاستراتيجية
الموائمة الاستراتيجية لـ (هندرسون وفنكتارامان) هي عبارة عن إستراتيجية تأخذ بعين الاعتبار البيئة الداخلية والخارجية للمنظمة، والخيارات الاستراتيجية يجب أن تتخذ للتعامل مع التغيرات البيئية، حيث أن جميع المجالات سواء كانت داخلية أو خارجية يجب أن تكون منسجمة مع بعضها البعض حيث يتكون النموذج من مجال الأعمال ومجال تكنولوجيا المعلومات، ويعتبر هذا النموذج معقد لكثرة العلاقات فيه.

## أولاً: مجال الأعمال
(المجالات الخارجية) وتشمل على: نطاق العمل Business Scope ، القدرات الجوهرية Competenices، سلطة اتخاذ القرار Governance.
1- نطاق العمل Business Scope يشمل على نطاق العملاء والمنتجات والمنافسين والسوق.
2- القدرات الجوهرية Competenices وتشمل على القدرات الجوهرية وعوامل النجاح الحرجة التي تؤدي بالنهاية إلى الميزة التنافسية، حيث أن القدرات الجوهرية: هي النشاطات التي تميز المنطمة عن المنافسين، وتكون هذه النشاطات سبب لاختيار العملاء هذه المؤسسة ومنتجاتها بدلاً من المنافسين. أما عوامل النجاح الحرجة: تصف النشاطات التي يجب أن تعملها المنطمة حتى تنجح في السوق.
3- سلطة اتخاذ القرار Governance من يمتلك سلطة وصلاحية اتخاذ القرار، حيث أن هناك تأثيرات للوكالات التشريعية الحكومية على الخيارات الاتسراتيجية.
(المجالات الداخلية) وتشمل على: الهيكل التنظيمي Organization Structure، عمليات العمل الحرجة Business Processes، مهارات الموارد البشرية Human Resources Skills .
1- الهيكل التنظيمي Organization Structure بمعنى ما نوع الهيكل التنظيمي الذي تختاره المؤسسة، هل هو هيكل وظيفي أو مصفوفة، حيث يجب أن يتوائم الهيكل التنظيمي مع البنية التحتية لتكنولوجبا المعلومات.
2- عمليات العمل الحرجة Business Processes وهي عبارة عن النشاطات التي تحدد هوبة عمل المنظمة.
3- الموارد البشرية Human Resources Skills يجب أن تتوائم مهارات العمل أو الأفراد العاملين للوحدات الإدارية مع مهارات أفراد طاقم تكنولوجيا المعلومات، ويتم ذلك من خلال: التدريب، التطوير، التأهيل. ويجب الأخذ بعين الاعتبار اختيار وتوظيف العاملين وتدريبهم والاحتفاظ بهم وتقييمهم.

## ثانياً: نطاق تكنولوجيا المعلومات
(المجالات الخارجية) وتشمل على: نطاق تكنولوجبا المعلومات Information Technology Scope ، القدرات النظامية Competencies ، سيطرة تكنولوجيا المعلومات IT Governance .
1- نطاق تكنولوجبا المعلومات Information Technology Scope ويشمل على التكنولوجيا الحرجة والبرمجيات والتطبيقات التي تؤثر وتدعم خيارات إستراتيجية العمل والتكنولوجيا الحرجة يمكن أن تشمل التنقيب عن البيانات أو الشبكات العصبونية ونظم إدارة علاقات الزبون.
2- القدرات النظامية Competencies وهي عبارة عن قدرات تكنولوجية، مثل: التواصل مع العملاء، حيث أن معلومات العملاء لها تأثير إيجابي على تنفيذ إستراتيجية ومبادرات العمل.
3- تكنولوجيا المعلومات IT Governance يجب أن هناك علاقة وطيدة ومشاركة في اتخاذ القرار الاستراتيجي بين وحدات الأعمال وتكنولوجبا المعلومات.
(المجالات الداخلية) وتشمل على: معيارية تكنولوجيا المعلومات IT Infrastructure ، وعمليات عمل تكنولوجيا المعلومات IT Processes، مهارات تكنولوجيا المعلومات IT Skills .
1- معيارية تكنولوجيا المعلومات IT Infrastructure وهي المبادئ والخيارات والقرارات حول اتخاذ التكنولوجيا سواء كانت معدات صلبة وبرمجيات والبنية التحتية أيضاً ونماذج العمل المستخدمة لتحديد البيانات والمعلومات وتشتمل على الشبكات والتطبيقات والأنظمة.
2- عمليات عمل تكنولوجيا المعلومات IT Processes هي عبارة عن نشاطات ومهام أساسية لتشغيل منطمات تكنولوجيا المعلومات، مثل: تطوير الأنظمة وإدارة البيانات.
3- مهارات تكنولوجيا المعلومات IT Skills بمعنى امتلاك وتطوير أفراد مؤهلين من أجل إدارة وتشغيل وتصميم البنية التحتية لتكنولوجيا المعلومات، ويجب الأخذ بعين الاعتبار عملية التعيين والتوظيف وتقييم هؤلاء الأفراد.
مفهوم الموائمة الاستراتيجية يوضح التناغم بين الأهداف وتنفيذ خطط تكنولوجيا المعلومات مع أهداف والهيكل التنظيمي للعمل حيث يوضح هذا النموذج التنسيق ما بين المجالات الخارجية للعمل وأهداف تكنولوجيا المعلومات والتنسيق بين مجالات العمل الداخلية والبنية التحتية لتكنولوجيا المعلومات، حيث أن هناك علاقات معقدة ما بين المجالات الخارجية والداخلية وأيضاً المجالات الخارجية مع بعض والعكس صحيح.
يجب الأخذ بعين الاعتبار كل عنصر من هذه العناصر سواء كانت في إستراتيجية العمل واستراتيجية تكنولوجيا المعلومات.
- مثال (1) مهارات الأفراد في العمل يجب أن تتلائم مع مهارات أفراد طاقم تكنولوجيا المعلومات.
- مثال (2) قدرات العمل مع قدرات تكنولوجيا المعلومات.